# Todtnauberg
Todtnauberg ist aufgrund der Verwaltungsreform seit dem 1. April 1974 ein Stadtteil der Stadt Todtnau im baden-württembergischen Landkreis Lörrach.

## Geographie

### Geographische Lage
Todtnauberg liegt am Südwesthang des Feldbergs in einem nach Süden offenen Hochtal. Der Ort ist nach der Gemeinde Feldberg (Schwarzwald) der zweithöchstgelegene Ort in Baden-Württemberg.

### Gliederung des Stadtteils
Zu Todtnauberg gehören die Wohnplätze Büreten, Ennerbach, Hangloch, Hornmatt, Radschert und Rütte sowie der abgegangene Wohnplatz Ebenehof.

### Nachbargemeinden und -stadtteile
Todtnauberg grenzt im Norden an die zum Landkreis Breisgau-Hochschwarzwald gehörige Gemeinde Oberried und im Osten an die Todtnauer Ortsteile Fahl und Brandenberg. Im Süden liegt die Kernstadt von Todtnau und im Westen die Todtnauer Stadtteile Muggenbrunn und Aftersteg.

## Geschichte
In einer Urkunde aus dem Jahr 1283 wird „ein Vogt auf dem Berge“ erwähnt, was als Bezug auf den Ort interpretiert wird.
Im Mittelalter wurde in Todtnauberg wie in der gesamten Region Bergbau betrieben. Nach dem Ende des mittelalterlichen Bergbaus war Todtnauberg von Abwanderung geprägt, im 16. Jahrhundert lebten nur noch zehn Familien im Ort. Erst im frühen 19. Jahrhundert etablierte sich im Ort das Bürstenhandwerk, das Todtnauberg weit über die Region hinaus bekannt machte. Ab 1870 begann sich zudem der Fremdenverkehr in der Gemeinde zu entwickeln, zahlreiche Sommerfrischler zog es in den hochgelegenen Ort, ab 1906 etablierte sich auch der Wintersport.
Politisch war Todtnauberg ein geteilter Ort: Todtnauberg-Dorf gehörte zum Kloster St. Blasien, Todtnauberg (bestehend aus den Höfen an den Berghängen, u. a. Ennerbach und Rütte) gehörte zur Talvogtei Todtnau und damit zu Vorderösterreich. Nach der Säkularisation fielen beide Teile von Todtnauberg an Baden, bildeten aber noch bis 1914 zwei getrennte Gemarkungen. In Baden gehörte Todtnauberg bis 1924 zum Bezirksamt Schönau, nach dessen Auflösung zum Bezirksamt Schopfheim. 1936 wurde Todtnauberg dem Landkreis Neustadt zugeschlagen, 1945 kam der Ort schließlich zum Landkreis Lörrach.
Am 1. April 1974 wurde Todtnauberg in die Stadt Todtnau eingemeindet.

## Wappen
Blasonierung: In gespaltenem Schild vorn das österreichische Wappen, hinten in Silber ein schwarzes Eisen mit rotem Stiel.
Das österreichische Wappen (rot-weiß-rot) erinnert an die Zugehörigkeit zu Vorderösterreich, das schwarze Eisen an den jahrhundertelang betriebenen Bergbau.

## Kultur und Sehenswürdigkeiten

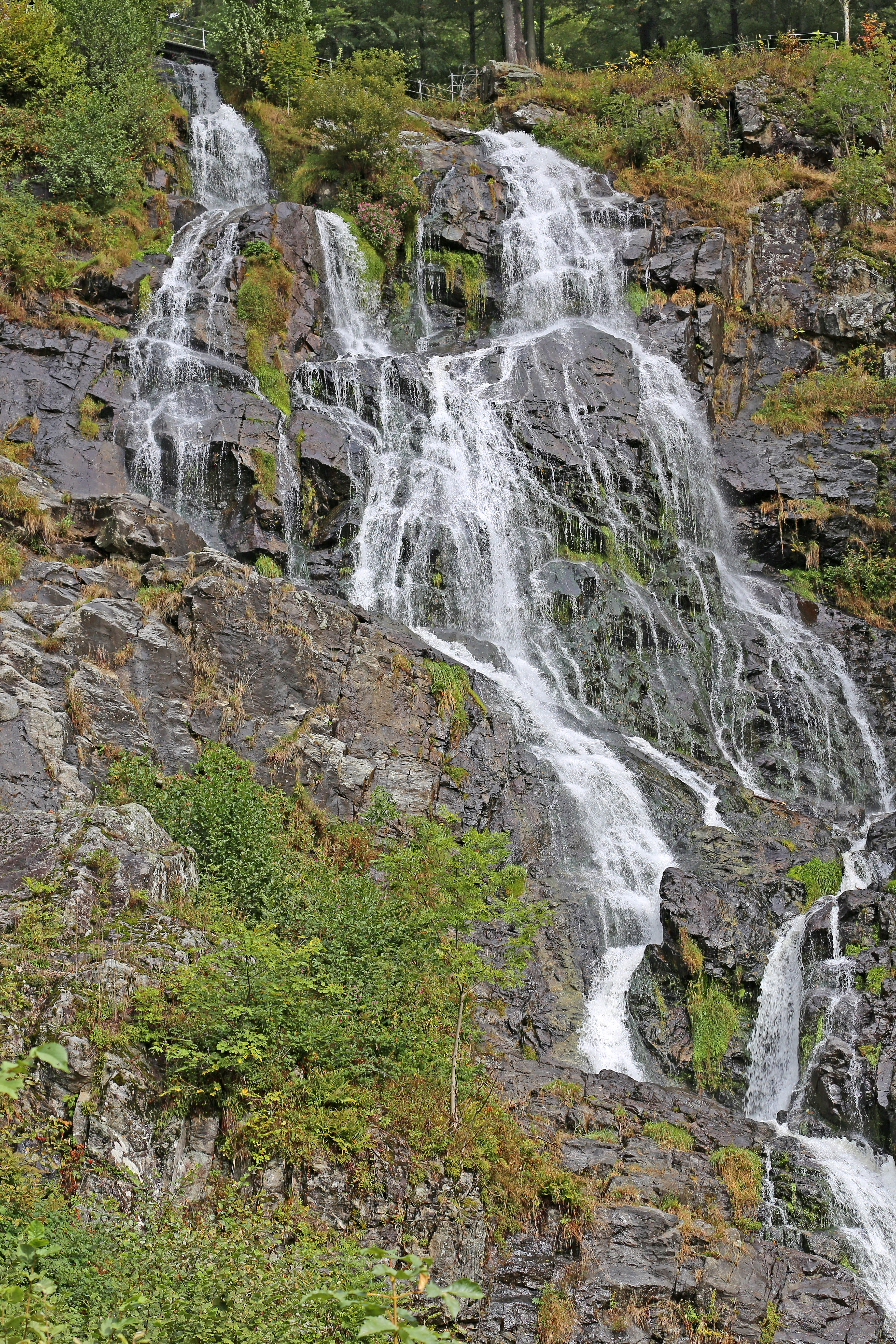
Hauptfall des Todtnauberger Wasserfalls

### Bauwerke
Die 1970 geweihte römisch-katholische Pfarrkirche St. Jakobus der Ältere ist ein expressiver Betonbau mit markanter Zeltdachkonstruktion.

### Natur
Der Todtnauberger Wasserfall ist mit 97 Metern Fallhöhe in fünf Fallstufen einer der höchsten Wasserfälle Deutschlands.

### Regelmäßige Veranstaltungen
Seit 2002 findet in Todtnauberg alle zwei Jahre im April das Schwarzwälder Kirschtortenfestival statt. Professionelle Zuckerbäcker und Hobbykonditoren konkurrieren mit ihren individuellen Kreationen der Schwarzwälder Kirschtorte.
Aufgrund der Corona-Krise wurde das Festival 2020 auf 2021 verschoben.
Die Trachtenkapelle Todtnauberg veranstaltet jährlich ein Pfingstkonzert (Jahreskonzert) im Kurhaus Todtnauberg.

## Wirtschaft und Infrastruktur
Todtnauberg ist noch heute ein bedeutender Fremdenverkehrsort.

### Verkehr
Verkehrstechnisch ist Todtnauberg nur über eine Stichstraße (Kreisstraße K 6307) zu erreichen, die zwischen Muggenbrunn und Aftersteg von der Landesstraße L 126 abzweigt, die Todtnau über den Notschrei mit Freiburg im Breisgau verbindet.
Im Stadtteil befinden sich drei Haltestellen der Regionalbuslinie 7215 (Todtnau-Kirchzarten) der SBG Südbadenbus GmbH, die Todtnau mit Kirchzarten verbindet.

## Persönlichkeiten

### Persönlichkeiten, die im Ortsteil gewirkt haben
Der Philosoph Martin Heidegger hatte seit 1922 eine Hütte in Todtnauberg, wo er sich oft aufhielt, Gäste empfing und an seinen Werken arbeitete. Der Martin-Heidegger-Panorama-Rundweg führt rund um Todtnauberg. Er ist mit Informationstafeln über Heidegger und dessen Beziehung zu Todtnauberg ausgestattet. Der Lyriker Paul Celan besuchte Heidegger im Juli 1967 auf seiner Hütte und schrieb im August das Gedicht „Todtnauberg“ in Erinnerung an diesen Besuch. Der Politiker Heinz Eyrich wohnte in Todtnauberg.